# Georg Stifter

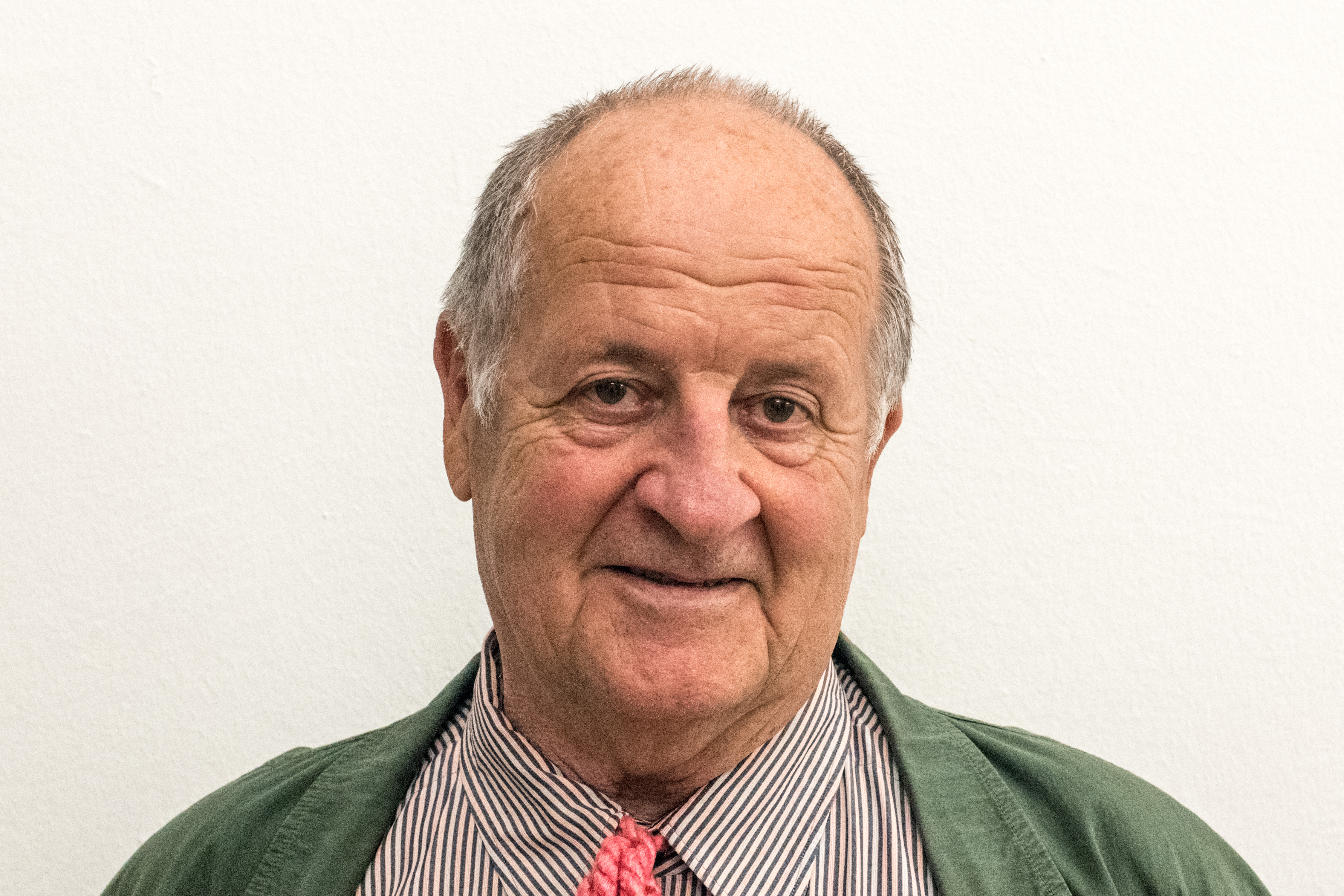
Georg Stifter (2018)

Georg Stifter (* 8. Juli 1940 in Linz) ist ein österreichischer Kunstpädagoge, Hochschullehrer, Grafiker, Maler und Objektkünstler.

## Leben und Wirken
Stifter studierte von 1961 bis 1966 an der Akademie der bildenden Künste Wien Grafik und Malerei u. a. bei Maximilian Melcher und Christian Ludwig Martin. Von 1970 bis zum Antritt des Ruhestandes 2000 unterrichtete er Bildnerische Erziehung und Werkerziehung  an der Pädagogischen Akademie des Bundes in Oberösterreich. Er lebt und arbeitet in Ottensheim und ist Mitglied des Oberösterreichischen Kunstvereins, der Zülow Gruppe sowie der Künstlergruppe Schloss Parz. Eine Reihe seiner Werke befinden sich in der Kunstsammlung des Landes Oberösterreich.

## Ausstellungen  (Auswahl)
Stifter zeigt seine Werke seit 1965 im Rahmen von Einzel- und Gemeinschaftsausstellungen, Symposien und Kunstmessen im In- und Ausland, überwiegend aber in Oberösterreich bzw. im Rahmen von Ausstellungen des Oberösterreichischen Kunstvereins.
- Sucht, Niederösterreichisches Dokumentationszentrum für moderne Kunst, Gruppenausstellung des Oberösterreichischen Kunstvereins, St. Pölten 1989
- Gleich-zeitig – Arbeiten aus dem Jahr 1990, Gruppenausstellung des Oberösterreichischen Kunstvereins im Museum Francisco-Carolinum, Linz 1991
- Zwischenbilder Zwischenräume. Kopiegrafische und elektrografische Arbeiten von österreichischen Künstlern, Landesgalerie am Oberösterreichischen Landesmuseum, Linz 1994
- Die Farbe Blau, Galerie des Oberösterreichischen Kunstvereins, Linz, 1996
- Die Welt der Mongolen, Gruppenausstellung des Oberösterreichischen Kunstvereins am Landestheater Linz, 1997
- Georg Stifter, Künstlerhaus Wien, Galerie des Oberösterreichischen Kunstvereins, Linz 1997
- Annäherung an Alfred Kubin  Gruppenausstellung des Oberösterreichischen Kunstvereins im Kubin-Haus in Zwickledt, 1997
- Proteus oder: Alte Griechen und junge Frauen, Gruppenausstellung des Oberösterreichischen Kunstvereins im Landestheater Linz, 1998
- 1+1=1 Mitglieder des Oberösterreichischen Kunstvereins, 1998
- Ein Fest der Zeichnung, Galerie März, 1998
- Verbaute Kunst. Kunst im Öffentlichen Rau. Mitgliederausstellung, Oberösterreichischer Kunstverein, 2003
- Stifter x 3. die Künstlerfamilie Alfred, Georg und Wolfgang Stifter, Nordico – Museum der Stadt Linz, 2010

## Auszeichnungen
- Kulturmedaille des Landes Oberösterreich, 2010[2]